# Dakotaz
Brett Hoffman (Dearborn, Michigan; 13 de julio de 1986), más conocido como dakotaz, es un streamer y youtuber estadounidense que juega Fortnite: Battle Royale así como otros títulos. Siempre ha transmitido otros juegos, incluyendo Fortnite casi exclusivamente, ahora juega una variedad que incluye Among Us.. También utiliza el alias "Dark”, a veces es abreviado a "DK"

## Carrera
Hoffman empezó trasmitiendo Infestation: Survivor Stories  entonces llamado The War Z. Tiempo después de sus inicios pasó a jugar Battles Royale como H1Z1 y PUBG. Hoffman creó su canal de YouTube en enero de 2013. Dijo que le encantaba hacer directos y que había planeado empezar a hacer brillar su carrera con otro streamer, Daequan..
Los canales de Hoffman crecieron rápidamente después del lanzamiento de Fortnite, además de que en ese tiempo empezó a subir Gameplays más a menudo y con su personalidad acabaría siendo popular. En enero de 2018 fichó por Team SoloMid (TSM), equipo que dejaría un año más tarde, actualmente es miembro de Loaded. Mostró su cara por primera vez en 2018 después de llegar a un millón de suscriptores. A finales de 2018 sería el 6.º canal más visto en Twitch con 50 millones de vistas.
En 2020, Hoffman donó $21,000 para apagar los fuegos de Australia Un año más tarde, renovó su patrocinio con Twitch. Donde dijo que empezaría a enseñar la cara habitualmente.
Él trasmite mayoritariamente Among Us en este momento y recorre los lobbies de Among Us con Hafu. También ha jugado bastante Rust  recientemente en el servidor de role play OfflineTV

## Vida personal
Hoffman es de Dearborn, Michigan. Tiene un hermano de gemelo quién también hace directos de Fortnite bajo el alias Drnkie. Hoffman actualmente vive en Orlando, Florida. Hoffman fue a P.D. Graham Elementary School en Westland, Michigan para escuela primaria.[cita requerida]